# Pusillotrocha akessoni
Pusillotrocha akessoni är en ringmaskart som beskrevs av Westheide och Von Nordheim 1985. Pusillotrocha akessoni ingår i släktet Pusillotrocha och familjen Dorvilleidae. Arten är reproducerande i Sverige. Inga underarter finns listade i Catalogue of Life.